# 레이 데이비스
레이 데이비스 경(영어: Sir Ray Davies, CBE, 1944년 6월 21일 ~ )은 영국의 싱어송라이터이다.
킹크스의 주요 구성원으로 가장 유명하며, 1980년대 중반부터는 솔로 활동을 하고 있다. 동생 데이브 데이비스와 결성한 킹크스에서 작사 작곡과 리드보컬, 리듬 기타를 담당했다. 영국의 가수 데이빗 보위, 로버트 플랜트와 친분이 있다.
2012년 런던 올림픽 폐막식에 출연해 킹크스 시절 히트곡 〈Waterloo Sunset〉을 불렀다. 2014년 작곡가 명예의 전당에 올랐다.

## 서훈
- 2004년 대영 제국 훈장 3등급(CBE) 수훈[2]
- 2017년 기사작위(Knight Bachelor) 서임[3]